# Vittore Buzzi
Vittore Buzzi (Milano, 1894 – Milano, 1985) è stato un imprenditore, filantropo e studioso di toponomastica italiano.
A lui è intitolato l'Ospedale dei Bambini Vittore Buzzi di Milano.

## Biografia
Dopo il primo conflitto bellico si dedicò all'attività di commerciante di prodotti coloniali. Successivamente fondò la fabbrica "Alba d'Oro", occupandosi della produzione di cioccolato, burro di cacao, cacao in polvere e the, con sede in via Greppi a Milano.
Contrario al fascismo, fu attivo nel Comitato di Liberazione Nazionale di Como.
Abbandonata l'attività imprenditoriale negli anni sessanta, si trasferì a vivere nella propria villa di Cernobbio. Lì approfondì gli studi sulla toponomastica milanese, e si dedicò ad attività filantropiche di beneficenza. 
Nel 1967 destinò una grossa parte del proprio patrimonio all'Ospedale dei Bambini di Milano, che da quell'anno venne a lui intitolato, assumendo appunto la denominazione "Ospedale dei Bambini Vittore Buzzi".
Nel 1973 pubblicò il volume Lo sapevi che... ? Quello che un milanese deve sapere, che venne poi ripreso e ampliato per la stesura del libro Le vie di Milano. Dizionario di toponomastica milanese, edito da Hoepli e curato dal figlio Claudio.
È sepolto nel famedio del Cimitero Monumentale di Milano. Gli è inoltre stata intitolata una via del capoluogo lombardo.

## La fabbrica "Alba d'Oro"
Buzzi fondò a Milano la "Alba d'Oro" nel 1941. Come risulta dall'atto costitutivo del 16 luglio 1941, la denominazione dell'attività era "Alba d'Oro società anonima, avente per oggetto la fabbricazione ed il commercio del cioccolato, cacao in polvere, caramelle, confetture, biscotti ed altri articoli dolciari, coloniali ed affini". Il capitale iniziale era di 750.000 lire dell'epoca. Nel 1946 l'attività si trasformò in società per azioni e il capitale fu elevato a 30 milioni di lire. L'"Alba d'Oro" venne messa in liquidazione nel 1953, e il procedimento si concluse il 7 luglio 1960; venne poi cancellata dall'Albo delle imprese nel 1964.
Ancora oggi, in via Greppi 8 a Milano è presente una scritta in ottone che ricorda l'ubicazione della fabbrica di cioccolato che riporta le parole: SITO ALBA D'ORO.

## Opere
- Lo sapevi che... ? Quello che un milanese deve sapere, Edizioni Effetti, 1973.
- con Claudio Buzzi, Le vie di Milano. Dizionario di toponomastica milanese, Hoepli, 2005, ISBN 978-88-203-3495-6.